# 德沃哈迪
德沃哈迪（Dewhadi），是印度马哈拉施特拉邦Bhandara县的一个城镇。总人口5759（2001年）。

## 人口
该地2001年总人口5759人，其中男性2874人，女性2885人；0—6岁人口617人，其中男314人，女303人；识字率74.70%，其中男性为82.15%，女性为67.28%。